# Viktor de Kowa

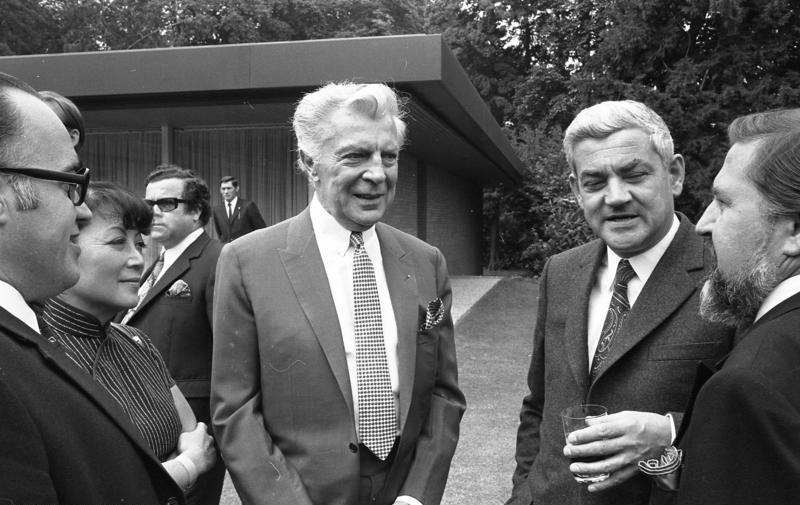
Viktor de Kowa (mitten), 1971)

Viktor de Kowa född Viktor Paul Karl Kowalczyk 8 mars 1904 i Hohkirch Tyskland död 8 april 1973 i Berlin var en regissör och skådespelare och manusförfattare. Han filmdebuterade 1929 och medverkade i över 70 filmer fram till 1966. Han var verksam i tyska TV-produktioner till 1971.
Viktor de Kowa hade först för avsikt att bli konstnär och genomgick Künstlerakademie i Dresden men övergav snart konsten för teatern och filmen. Han framträdde på scener i Dresden, Lübeck, Frankfurt am Main, Hamburg och Berlin, utnämndes till Staatsschauspieler och ledde några år under andra världskriget Staatstheater och Teheater am Kurfürstendamm i Berlin. Redan 1931 gjorde han sin första filmroll, och uppbar från dess ett stort antal förste älskarroller, bland annat i filmer som Säg ja åt livet (1938), Det regnar musik, Ung på nytt och Möte på hotell. Från 1939 regisserade han även filmer. Som teaterregissör iscensatte han främst komedier och lustspel.

## Filmografi (urval)
- 1933 - Det var en gång en musiker
- 1934 - Storhertigens finanser
- 1942 - Det regnar musik
- 1943 - Det gudomliga lättsinnet
- 1943 - Gammalt hjärta blir åter ungt
- 1947 - Möte på hotell
- 1955 - Djävulens general
- 1958 - Flickan från Flandern
- 1958 - Resan till Rom
- 1958 - Scampolo
- 1961 - Dubbelagenten
- 1966 - Död åt gringos